# Menella reticuloides
Menella reticuloides is een zachte koraalsoort uit de familie Plexauridae. De koraalsoort komt uit het geslacht Menella. Menella reticuloides werd in 1910 voor het eerst wetenschappelijk beschreven door Nutting. 